# Walther Niekerken
Walther Niekerken (* 16. Februar 1900 in Tötensen; † 9. November 1974 in Hamburg) war ein niederdeutscher Philologe.

## Leben und Wirken
Walther Niekerken erhielt eine Schulausbildung an einer neunklassigen Mittelschule in Hamburg-Harburg. Anschließend besuchte er eine Präparandenanstalt und ein Lehrerseminar in Nordheide. Während des Ersten Weltkriegs musste er kurzzeitig Kriegsdienst leisten. 1919 bestand er die erste Lehrerprüfung. Anschließend arbeitete er für achteinhalb Jahre als Lehrer an Volksschulen in Harburg und der Lüneburger Heide. Während dieser Zeit erarbeitete er seine Dissertation über Das Feld und seine Bestellung im Niederdeutschen. Ab 1928 studierte er Deutsche, Englische und Französische Philologie und Philosophie. 
Zum 1. Mai 1933 trat er der NSDAP bei (Mitgliedsnummer 3.039.377). Im Dezember 1933 promovierte er zum Dr. phil. bei Conrad Borchling und Agathe Lasch. Anschließend arbeitete er als Assistent Conrad Borchlings am Germanischen Seminar der Universität Hamburg und ab 1936 darüber hinaus als Dozent an der Hochschule für Lehrerbildung in Hamburg. Obwohl er während des Zweiten Weltkrieges als Polizeioffizier einberufen worden war, erhielt er zum 1. Oktober 1943 einen Ruf als außerordentlicher Professor der Universität Hamburg – ein Lehrstuhl, der ursprünglich für die 1942 ermordete Agathe Lasch vorgesehen gewesen war.
Obwohl er neben der Parteimitgliedschaft der SA, dem Kampfbund für deutsche Kultur und dem Reichsbund für Volkstum und Heimat angehörte und sich als Kreisredner für die Partei betätigt hatte, blieb Niekerken nach Ende des Zweiten Weltkriegs nach kurzzeitiger Amtsenthebung Professor an der Hamburger Universität. Der Grund hierfür waren zahlreiche positive Beurteilungen, die ihm Schüler und Kollegen erteilt hatten. Ab dem Wintersemester 1945/46 galt Niekerken als die wichtigste Lehrkraft für Niederdeutsche Philologie der Lehranstalt. In Streitigkeiten mit Ulrich Pretzel und Hans Pyritz gelang es ihm, das Fach an der Universität zu erhalten, womit er sich große Verdienste um das Fach und die Anerkennung seiner Schüler erwarb. Niekerkens Dienstzeit endete mit der Emeritierung am 31. März 1968.
Von 1946 bis 1966 war Niekerken Vorsitzender des Vereins für niederdeutsche Sprachforschung.